# Take 5 (Zeichentrickserie)
Take 5 (Originaltitel: Atout 5) ist eine französische Zeichentrickserie, die zwischen 2006 und 2008 produziert wurde.

## Handlung
Die 5 Freunde Chloe, Shanoor, Mia, Sam und Matteo leben in dem Musikinternat „Station Stage School“. Zusammen bilden sie die Musik-Band Take 5 und arbeiten auf ihren Erfolg hin. Alle kommen dabei aus unterschiedlichen Kulturen und müssen gemeinsam viele Dinge lernen und ausprobieren.

## Produktion und Veröffentlichung
Die Serie wurde zwischen 2006 und 2008 von Euro Visual, France 5 und Teletoon unter der Regie von Alain Sion in Frankreich produziert. Dabei sind 2 Staffeln mit 92 Folgen entstanden.
Erstmals wurde die Serie am 29. Oktober 2007 auf France 5 ausgestrahlt. Die deutsche Erstausstrahlung fand am 27. Oktober 2008 KI.KA statt. Weitere Wiederholungen im deutschsprachigen Raum erfolgten ebenfalls auf ZDF und Junior.

## Episodenliste

### Staffel 1
| Folge (gesamt) | Folge (Staffel) | deutscher Titel              | deutsche Erstausstrahlung | französischer Titel              |
| 1              | 01              | Die 1. Autogrammstunde       | 27.10.2008                | Les cinq doigts de la main       |
| 2              | 02              | Ein gefährlicher Nager       | 20.11.2008                | La saga d’Attila                 |
| 3              | 03              | Das Musikprojekt             | 28.10.2008                | Composition                      |
| 4              | 04              | Der Mathe-Wettbewerb         | 17.01.2009                | Maths à mort                     |
| 5              | 05              | Die antike Trommel           | 21.11.2008                | Peau de zèbre                    |
| 6              | 06              | Die neue Freundin            | 29.10.2008                | Le caméléon                      |
| 7              | 07              | Der eingebildete Kranke      | 16.07.2009                | Le Malade imaginaire             |
| 8              | 08              | Der gut gemeinte Betrug      | 24.11.2008                | Faux semblants                   |
| 9              | 09              | Der verpatzte Auftritt       | 30.10.2008                | Le trou noir                     |
| 10             | 10              | Chloé darf nicht aufgeben    | 09.05.2011                | Le talon d’Achille de Cloé       |
| 11             | 11              | Ein schicksalhafter Plan     | 25.11.2008                | Elle s’en va                     |
| 12             | 12              | Der Fototermin               | 31.10.2008                | Changement de look               |
| 13             | 13              | Der gemeine Brief            | 22.07.2009                | La Lettre empoisonnée            |
| 14             | 14              | Der falsche Journalist       | 26.11.2008                | Fine mouche                      |
| 15             | 15              | Unangenehme Eindringlinge    | 03.11.2008                | Les visiteurs                    |
| 16             | 16              | Eine neue Choreographie      | 15.05.2011                | La danse, c’est pour les filles! |
| 17             | 17              | Eine besondere Show          | 27.11.2008                | La fanfare                       |
| 18             | 18              | Klassenausflug ins Grüne     | 04.11.2008                | La classe verte                  |
| 19             | 19              | Mattéo muss Mathe üben       | 28.07.2009                | École ou musique                 |
| 20             | 20              | Die Geburtstagsüberraschung  | 28.11.2008                | Joyeux anniversaire              |
| 21             | 21              | Eine böse Intrige            | 05.11.2008                | Piège sur le net                 |
| 22             | 22              | Unerwarteter Besuch          | 21.05.2011                | Pépite de ma vie                 |
| 23             | 23              | Miou auf Abwegen             | 01.12.2008                | Voie interdite                   |
| 24             | 24              | Dem Dieb auf der Spur        | 06.11.2008                | Voler n’est pas jouer            |
| 25             | 25              | Der neue Klassensprecher     | 02.12.2008                | Votez Sam                        |
| 26             | 26              | Die Koboldverschwörung       | 07.03.2009                | Elferia                          |
| 27             | 27              | Die Spielsucht               | 07.11.2008                | Boogie-Bongo                     |
| 28             | 28              | Wer ist die Beste?           | 27.05.2011                |                                  |
| 29             | 29              | Mattéo muss nachsitzen       | 04.12.2008                | Qui s’y colle ?                  |
| 30             | 30              | Der anonyme Brief            | 10.11.2008                | Journal intime                   |
| 31             | 31              | Cloés kleine Schwester       | 05.12.2008                | L’intruse                        |
| 32             | 32              | Victoire liebt Tiere         | 21.03.2009                | Victoire et Attila               |
| 33             | 33              | Mond oder Musik              | 11.11.2008                | Allô ici la lune                 |
| 34             | 34              | Schluss mit der Nascherei    | 02.06.2011                |                                  |
| 35             | 35              | Nicolai, der Weltverbesserer | 09.12.2008                | SOS problèmes                    |
| 36             | 36              | Der Prinz aus Vietnam        | 12.11.2008                | Star en son royaume              |
| 37             | 37              | Das Horoskop                 | 10.12.2008                | Prédictions                      |
| 38             | 38              | Ein hinterhältiger Plan      | 04.04.2009                |                                  |
| 39             | 39              | Der verlorene Glücksbringer  | 13.11.2008                |                                  |
| 40             | 40              | Ein unerwartetes Geschenk    | 08.06.2011                |                                  |
| 41             | 41              | Das lange Wochenende         | 12.12.2008                |                                  |
| 42             | 42              | Der erste Dreh               | 14.11.2008                |                                  |
| 43             | 43              | Shanoor wird erpresst        | 15.12.2008                |                                  |
| 44             | 44              | Mattéo soll gehen            | 25.04.2009                |                                  |
| 45             | 45              | Auf Schatzsuche              | 17.11.2008                |                                  |
| 46             | 46              | Der Überraschungsgast        | 19.06.2011                | Samantha super star              |
| 47             | 47              | Miou lernt skaten            | 17.12.2008                |                                  |
| 48             | 48              | Erfindergeist ist alles      | 18.11.2008                | 11 minutes pour jouer            |
| 49             | 49              | Haltet den Dieb              | 18.12.2008                | Haut voleur                      |
| 50             | 50              | Lucie hat Lampenfieber       | 09.05.2009                | Voix cassée                      |
| 51             | 51              | Ein seltsames Match          | 19.11.2008                |                                  |
| 52             | 52              | Hip-Hop im Rollstuhl         | 24.06.2011                |                                  |

### Staffel 2
| Folge (gesamt) | Folge (Staffel) | französische Titel       |
| 53             | 01              | Le surgé                 |
| 54             | 02              | Amis de coeur            |
| 55             | 03              | La bonne éducation       |
| 56             | 04              | Chacun sa voix           |
| 57             | 05              | Pas de fumée sans feu    |
| 58             | 06              | Maladresse électronique  |
| 59             | 07              | Amour intéressé          |
| 60             | 08              | Bas les masques          |
| 61             | 09              | Attila et Créola         |
| 62             | 10              | Le bout du nez           |
| 63             | 11              | Le chef                  |
| 64             | 12              | Berthille et Dracula     |
| 65             | 13              | Suspicion                |
| 66             | 14              | On n’est pas sourd       |
| 67             | 15              | Prends ma place          |
| 68             | 16              | Atout solidarité         |
| 69             | 17              | Hoquet en série          |
| 70             | 18              | Suspense                 |
| 71             | 19              | Pauvre de nous           |
| 72             | 20              | La rançon                |
| 73             | 21              | Tatouages                |
| 74             | 22              | Dr Attila & Mr Hide      |
| 75             | 23              | Le clip                  |
| 76             | 24              | C’est Noël               |
| 77             | 25              | Un cher concours         |
| 78             | 26              | C’est ta faute !         |
| 79             | 27              | Lumière dans la nuit     |
| 80             | 28              | Racket                   |
| 81             | 29              | Coeurs croisés           |
| 82             | 30              | Coup de blues            |
| 83             | 31              | Affaire de couleur       |
| 84             | 32              | Richard superstar        |
| 85             | 33              | Le mystérieux admirateur |
| 86             | 34              | Incompréhension          |
| 87             | 35              | Techno mais pas trop     |
| 88             | 36              | 5 et 1 couffin           |
| 89             | 37              | De A à Z                 |
| 90             | 38              | Naissance à la gare      |
| 91             | 39              | Ecole verte              |
| 92             | 40              | Un pas vers l’humanité   |